# Universitaire Sportvereniging Volleybal (femminile)
L'Universitaire Sportvereniging Volleybal è una società pallavolistica femminile olandese, con sede ad Amsterdam: milita nel campionato olandese di Topdivisie; fa parte della società polisportiva Universitaire Sportvereniging.